# Monty Python Live at Drury Lane
Monty Python Live at Drury Lane ist ein Album, das von Monty Python 1974 veröffentlicht wurde. Es wurde im Drury Lane Theater in London aufgenommen. Die Sketche sind vom Flying Circus und unterscheiden sich leicht von ihren Gegenstücken im Fernsehen. Eine Neuauflage auf CD ist 1997 erschienen.
Bis 1994 ist das Album nicht in den Vereinigten Staaten erschienen, es wurde dann in dem Box-Set The Instant Monty Python CD Collection veröffentlicht.
Um die Veröffentlichung des Albums zu promoten, wurde eine doppelseitige Flexi-Schallplatte mit dem Namen Monty Python's Tiny Black Round Thing mit 6–7 Minuten teilweise exklusivem Material auf jeder Seite verkauft.
Mit The Idiot Song enthält das Album ein Lied von Neil Innes, seines Zeichens Mitglied der Bonzo Dog Doo-Dah Band, der regelmäßig bei den Produktionen von Monty Python mitwirkte und deswegen oft als der siebte Python bezeichnet wurde.
Alle Python-Alben sind in Special Editions auf CD erschienen, aber diese ist die einzige mit neuem Material, nämlich einem Interview am Ende der CD.

## Titel

### Seite eins
1. Introduction/Llamas
2. Gumby Flower Arranging
3. Secret Service
4. Wrestling
5. Communist Quiz
6. Idiot Song
7. Albatross/The Colonel
8. Nudge, Nudge/Cocktail Bar
9. Travel Agent

### Seite zwei
1. Spot the Brain Cell
2. Bruces
3. Argument
4. I’ve Got Two Legs
5. Four Yorkshiremen
6. Election Special
7. Lumberjack Song
8. Dead Parrot

Eine TV-Werbung für die Show wurde der Special Edition von 2006 beigefügt.